# Todas las almas
Todas las almas es la sexta novela del escritor español Javier Marías, publicada inicialmente en 1989 por la Editorial Anagrama, basada en los dos años que vivió en Oxford dando clases en dicha Universidad.
La obra ha sido reeditada en diversas ocasiones y por varias editoriales; en 1996 por Círculo de Lectores, incluyendo una introducción de Elide Pittarello, y en 1998 por Alfaguara. Por este libro el autor recibió el Premio Ciudad de Barcelona 1989.
El título del libro proviene de «All souls», el nombre del college de Oxford donde el narrador y protagonista (alter ego de Marías) afirma haber ejercido de lector de español. 

## Estructura
Contado en primera persona, el libro está dividido en secciones sin títulos ni enumeraciones, y está narrado siguiendo una cronología no lineal. El narrador comienza recordando sus dos años de vida en Oxford, y ya avanzado el libro cambia brevemente a tiempo presente, escribiendo desde Madrid, a dos años y medio desde que dejó la ciudad británica, para pronto volver a conectar con sus recuerdos en dicha ciudad. Ya al final de la novela, el narrador vuelve a posicionarse en el presente, recordando sus últimos días en Oxford.
En el libro se intercalan dos imágenes reales de John Gawsworth, una de joven y otra de su máscara mortuoria, recalcándose la veracidad de los pasajes relacionados con dicho personaje.
El libro acaba con una firma de diciembre de 1988, enfatizando el carácter realista de la obra. A partir de 2013, esta novela junto a Negra espalda del tiempo y los tres volúmenes de Tu rostro mañana se ha editado como estuche bajo el título conjunto de El ciclo de Oxford.

## Argumento

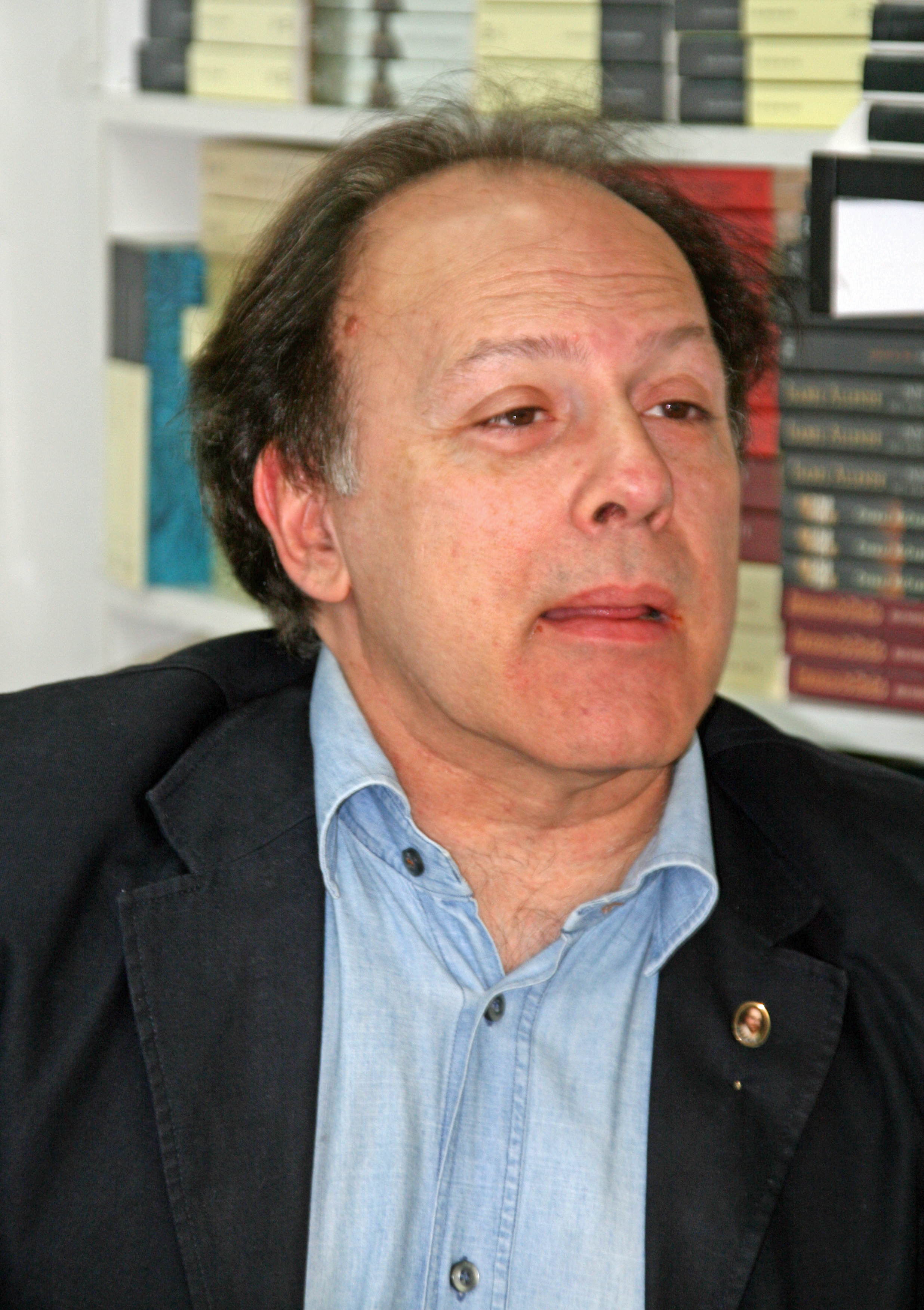
Javier Marías en 2008. La obra está basada en varios hechos reales. Efectivamente el autor estuvo dos años en Oxford durante la década de 1980.

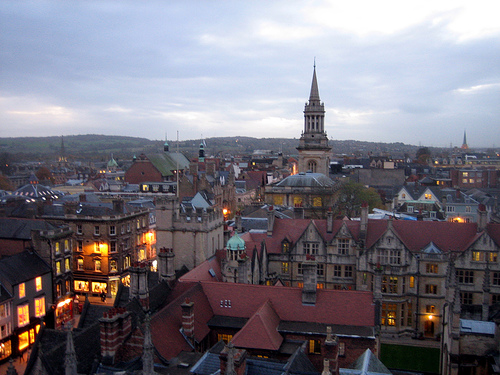
La ciudad de Oxford donde transcurre mayoritariamente la narración de la novela.

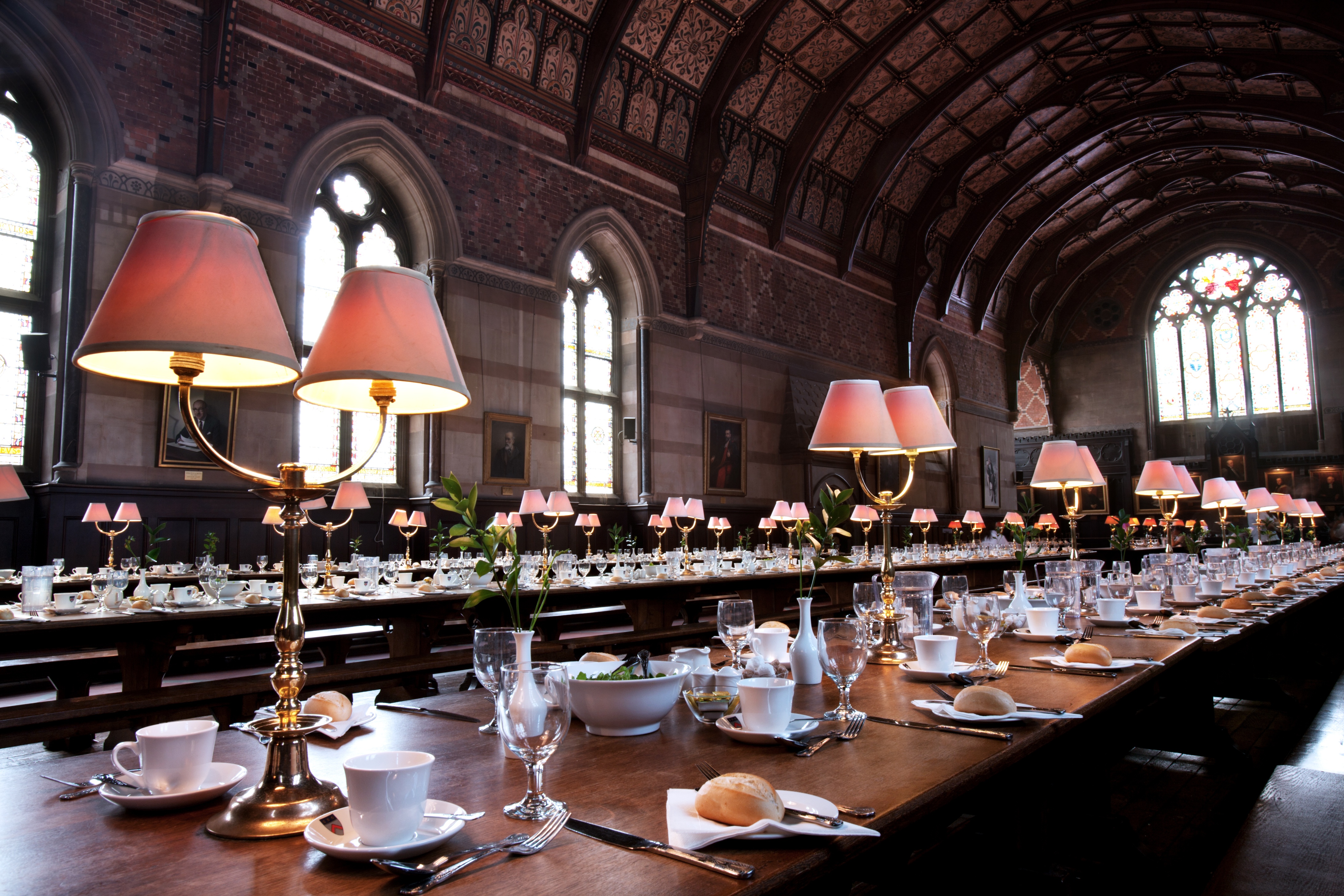
El lujoso comedor del Keble College, uno de los tantos colleges de la Universidad de Oxford. En un pasaje de la novela, Javier Marías describe las pomposas cenas que se realizan entre los académicos de estas instituciones.

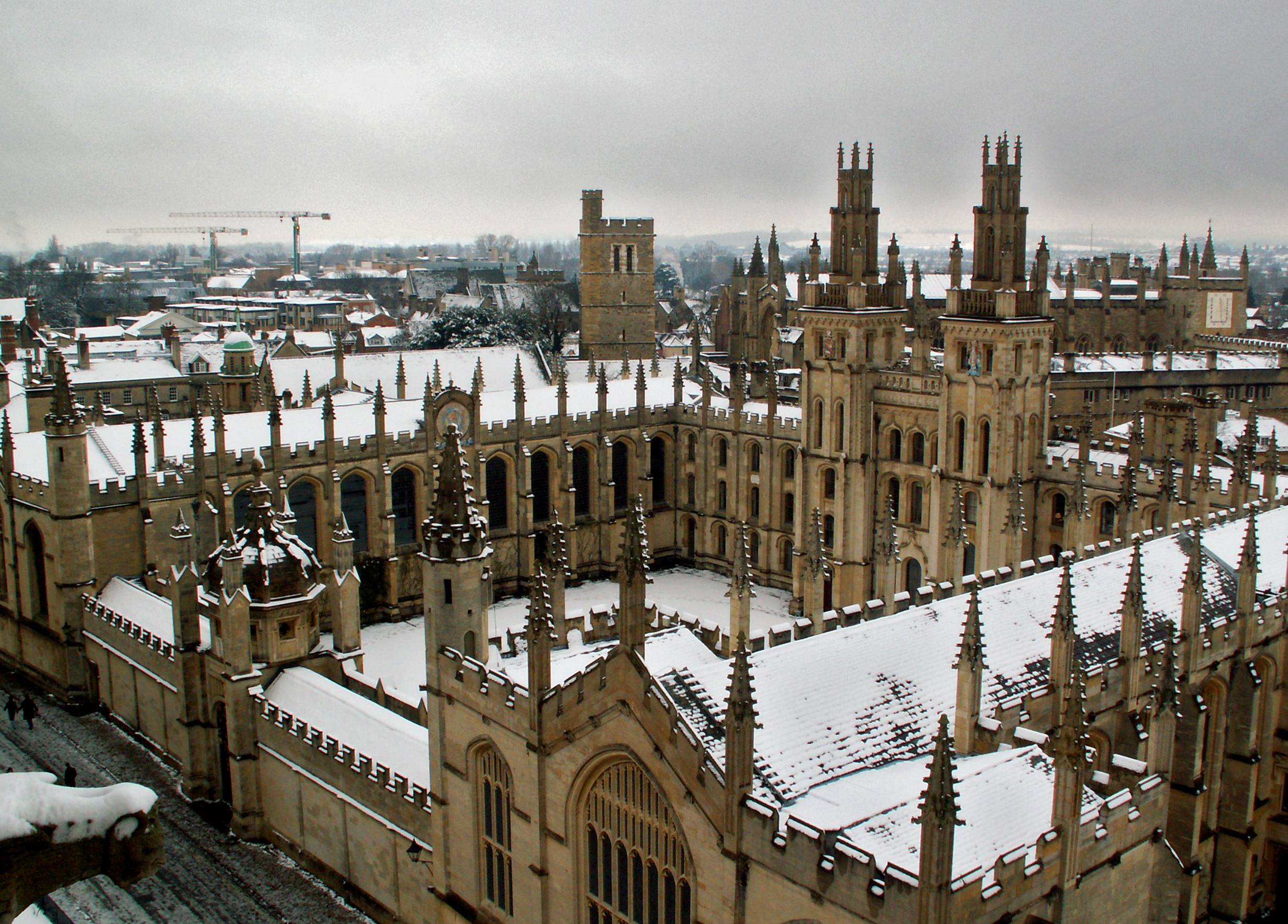
El All Souls College (en inglés, el «College de Todas las almas»), al cual alude el título del libro.

Un profesor de literatura española madrileño narra su estancia de dos años en Oxford dictando clases en la Universidad. El narrador describe a diversos personajes, lugares y circunstancias relacionados con la ciudad, su entorno y su facultad.
Entre los primeros personajes que menciona en la novela se encuentra Will, el anciano portero del edificio donde trabajaba, quien amanecía cada día como si estuviera en un año distinto, y saludaba amablemente a los profesores confundiendo sus nombres. El narrador también recuerda a una atractiva joven con quien se cruzó en un viaje en tren de regreso desde Londres, adonde solía viajar los fines de semana.
Sin embargo, los principales temas que se abordan a lo largo de la novela son su relación con Clare Bayes y el ambiente chismoso, de intrigas y al mismo tiempo distendido y academicista de la Universidad. Clare Bayes era la esposa de Edward Bayes, ambos colegas del narrador. Clare era una descuidada y desinteresada mujer, criada en El Cairo y Nueva Delhi, quien se convirtió en su amante a los pocos meses de instalarse en la ciudad. Ambos se conocieron luego de asistir a una de las tantas refinadas y presuntuosas cenas organizadas por el profesorado, siendo presentados por Cromer-Blake, amigo gay de Clare que padecía una grave enfermedad. Cromer-Blake acogió al narrador como su guía, protector y quizás su única amistad verdadera en la ciudad.
Paralelamente a su relación con Clare, y debido a su relajado horario docente, se volvió un asiduo a las librerías de viejo y comenzó a coleccionar libros, interesándose particularmente por la obra de Arthur Machen, un simpatizante de Francisco Franco cuyas novelas resultan difíciles de encontrar. En medio de estas búsquedas, Alan Marriott, un ex librero cojo y con un terrier manco como mascota, lo convenció de asociarse a la Machen Company, una organización dedicada a la obra del autor.
Pocos meses antes de acabar su estancia en Oxford, el único hijo de Clare y Edward, Eric Bayes, enfermó y debió pasar un mes en casa de sus padres, evento inusual dado que se educaba fuera de la ciudad, pasando la mayor parte del tiempo alejado de su familia. El narrador apenas lo conoció, y este período de convalecencia acercó al niño con su madre, enfriando la relación de esta con su amante. Esto se solapó con la mejora del clima y la correspondiente llegada de los vagabundos —agresivos y hoscos— a la ciudad.
Buscando abatir el aburrimiento de distintas maneras, el narrador investigó, en parte estimulado por Marriott, acerca de John Gawsworth, cuyo verdadero nombre fue Terence Ian Fytton Armstrong, escritor casi olvidado que pese a haber viajado mucho y tenido un prometedor inicio en la alta sociedad y en el mundo intelectual, acabó sus días mendigando y sumido en el alcoholismo. El narrador, que estaba comenzando a sentirse como un mendigo vagando por la ciudad de un lugar a otro, descubrió entonces que Gawsworth, como él, también era un ávido coleccionista de libros.
Además de sus búsquedas literarias, y todavía alejado de Clare, buscaba pasar el tiempo yendo a discotecas. Una noche en una de ellas se encontró con Aidan Kavanaugh, una eminencia en el estudio de Miguel de Cervantes que, contra todo pronóstico, frecuentaba de aquella vida nocturna de tragos, bailes y mujeres. Kavanaugh le presentó a Muriel, una mujer muy distinta de Clare con la que se terminó acostando.
Este tiempo de desamparo amoroso lo llevó también a visitar a Toby Rylands, un prestigioso profesor emérito adinerado, recién jubilado, gran amigo de Cromer-Blake, quien le hablaba superficialmente acerca de su pasado como espía en el MI5. Así el narrador se enteró de que Alex Dewar, su colega inglés conocido por sus alumnos como el Destripador o el Inquisidor, además de ser un experto en literatura hispánica, dominaba también varios otros idiomas, como el portugués y el ruso. También se enteró de que Dewar, como tantos académicos de Oxford o Cambridge, entre ellos el mismo Rylands, tuvo un pasado como espía, ejerciendo como oyente y traductor de mensajes rusos, así como interrogador de inmigrantes rusos famosos que querían escapar del país soviético.
Desesperado por la frialdad de Clare, un día la encontró junto a su padre y su hijo en el Museo Ashmolean. Pese a que ésta lo ignoraba completamente, los siguió hasta llegar a un restaurante, donde se sentó en una mesa contigua a donde estos comían. Ya pronto a regresar a su país, el narrador planeó sugerirle a Clare que se fueran juntos a Madrid. Al dirigirse a la oficina de Cromer-Blake para desahogarse y contarle acerca de su plan, husmeó sin querer por una puerta tras la cual su amigo suplicaba a un joven ajeno al estudiantado, que volviese a acostarse con él; no obstante, éste se negaba, justificando que no quería hacerlo por Dayanand, el médico indio de Cromer-Blake, quien también resultaba ser gay. El narrador se retiró entonces silenciosamente sin poder recibir consejos de su amigo.
Finalmente se despidió de Clare en una larga noche juntos en un hotel de Brighton. Pero en lugar de acostarse, ésta le confesó un recuerdo íntimo, que tenía como protagonista a Clare Newton, su madre, quien tuvo en Delhi un amante llamado Terry Armstrong durante aproximadamente un año y medio. Su madre había quedado embarazada, y al no tener seguridad acerca de la paternidad del bebé, su esposo la echó de la casa y de su vida acomodada. Entonces Clare Bayes continuó su crianza en manos de Hilla, su aya. Su madre y su amante se vieron por última vez sobre un puente cercano a la antigua casa de ésta, a la vista de su hija y quizás también de su esposo. Ante la desesperación, la embarazada Clare Newton se arrojó del puente, dejando a Terry sólo aferrado a las barras de la estructura. En medio de toda la historia, el narrador tiene la revelación de que aquel Terry podría ser Terence Ian Fytton Armstrong, quien efectivamente vivió un tiempo en el norte de India y al parecer allí tuvo un amor. El narrador deja entrever que quizás esa haya sido la razón de Armstrong para su inmersión en el alcoholismo y posterior deterioro vital. Los ex amantes, el narrador y Clara Bayes, regresaron a su ciudad.
La última noche en Oxford el narrador organizó una pequeña fiesta de despedida, yéndose al día siguiente solo a la estación, dado que Cromer-Blake se encontraba muy mal de salud. En el trayecto vio a Edward Bayes con otra joven que bien podría ser una amante. El narrador acaba su relato sin darle mayor importancia a este último hecho, así como a la muerte de su amigo, meses después de su regreso a Madrid, donde actualmente está casado, tiene un hijo y mucho dinero.

## Adaptación al cine
En 1996, la novela fue llevada al cine bajo el nombre de El último viaje de Robert Rylands, por la directora de cine española Gracia Querejeta. Sin embargo, el resultado no agradó a Javier Marías, quien opinó que se había tergiversado el contenido del libro, entablando un juicio en contra del productor, que acabó con una indemnización hacia el escritor, y la retirada de su nombre de todos los créditos que lo mencionaran en la película.
A pesar de lo anterior, la película ha recibido distintos premios, siendo incluso nominada a los Premios Goya en 1997.